# Exposición Universal de Shanghái de 2010
La Exposición Universal de Shanghái 2010, oficialmente Expo 2010 Shanghái China (en chino: 中国2010年上海世界博览会, pinyin: Zhōngguó 2010 Nián Shànghǎi Shìjìe Bólǎnhuì), fue una exposición internacional que se realizó en Shanghái (China) del 1 de mayo al 31 de octubre de 2010 bajo la organización del Ayuntamiento de Shanghái y la supervisión de la Oficina Internacional de Exposiciones (BIE). Fue la segunda exposición internacional registrada después de Expo 2005 Aichi (también llamada «exposición universal» o «exposición mundial») de acuerdo con la nueva clasificación del BIE. El tema central de esta exposición fue la vida urbana, que se resume en el lema «Mejor ciudad, mejor vida».
Estuvo ubicada en un recinto de 528 ha de superficie entre las dos riberas del río Huangpu: el distrito de Puxi (orilla norte) y el de Pudong (orilla meridional), con los puentes Nanpu y Lupu conectando ambas orillas; aproximadamente 6 kilómetros al sudoeste del centro turístico y económico de la ciudad de Shanghái. Participaron en el evento 192 países de los cinco continentes (China incluida) y 50 organizaciones internacionales.
Por sus dimensiones y por la cantidad de países participantes y de visitantes que la visitaron, se convirtió en la exposición internacional más grande de todas las celebradas hasta ese momento.
Una de las peculiaridades de esta exposición es que por primera vez las ciudades tuvieron la posibilidad de participar directamente. Para ello se creó el Área de Mejores Prácticas Urbanas (Urban Best Practices Area, UBPA), en la que importantes ciudades de todo el mundo expusieron sus experiencias y propuestas sobre un mejor modelo de desarrollo urbano.

## Elección
El 3 de diciembre de 2002, en la 132.ª reunión de la BIE, celebrada en el Palacio del Príncipe de Mónaco, se realizó la votación para elegir de entre cinco ciudades candidatas a la sede de la Expo 2010. Después de cuatro rondas de votación, la ciudad de Shanghái resultó elegida al ganar con un margen de 20 votos a la última aspirante, la ciudad de Yeosu (Corea del Sur). El proceso de elección se resume en la siguiente tabla:
| 132.ª Reunión de la Oficina Internacional de Exposiciones |               |           |           |           |           |
| Ciudad candidata                                          | País          | 1.ª ronda | 2.ª ronda | 3.ª ronda | 4.ª ronda |
| Shanghái                                                  | China         | 36        | 38        | 44        | 54        |
| Yeosu                                                     | Corea del Sur | 28        | 34        | 32        | 34        |
| Moscú                                                     | Rusia         | 12        | 10        | 12        | –         |
| Querétaro                                                 | México        | 6         | 6         | –         | –         |
| Breslavia                                                 | Polonia       | 6         | –         | –         | –         |

## Temática
El tema de la exposición fue «Mejor ciudad, mejor vida» y expresó el deseo común de todas las sociedades de contar con núcleos urbanos acordes con una vida moderna, de bienestar y desarrollo sostenible. Cada país, organización internacional o nacional y empresa participante fue invitado a exponer su punto de vista particular, desde su propia idiosincrasia y experiencia, sobre este tema y a dar ejemplos e iniciativas de cómo resolver los problemas que atañen a las ciudades de todo el planeta. Para ello se dividió el tema central en cinco aspectos o subtemas principales:
- Convivencia multicultural en la ciudad
- Prosperidad económica en la ciudad
- Innovación científica y tecnológica en la ciudad
- Remodelación de las comunidadades en la ciudad
- Interacción entre las áreas urbanas y las rurales

## Símbolos
El logotipo de la Expo fue una figura en color verde que mostraba tres personas estilizadas cogidas de las manos, que simbolizaban el «tú», el «yo» y el «él» como representación de la humanidad. Su forma recuerda el carácter chino "世", que significa 'palabra', el medio básico utilizado por todos para comunicarse, en alusión a que la Expo 2010 fue un medio de comunicación para toda la humanidad.
La mascota oficial del evento fue un singular personaje de color azul con el nombre de Haibao, término que proviene de las palabras chinas "hai" (海), mar, y "bao" (宝), tesoro, es decir "tesoro de mar". Su forma está inspirada en el carácter chino 人, que significa 'persona'.

## Participantes
|  | No participa |  | Zona B |
|  | Zona A       |  | Zona C |

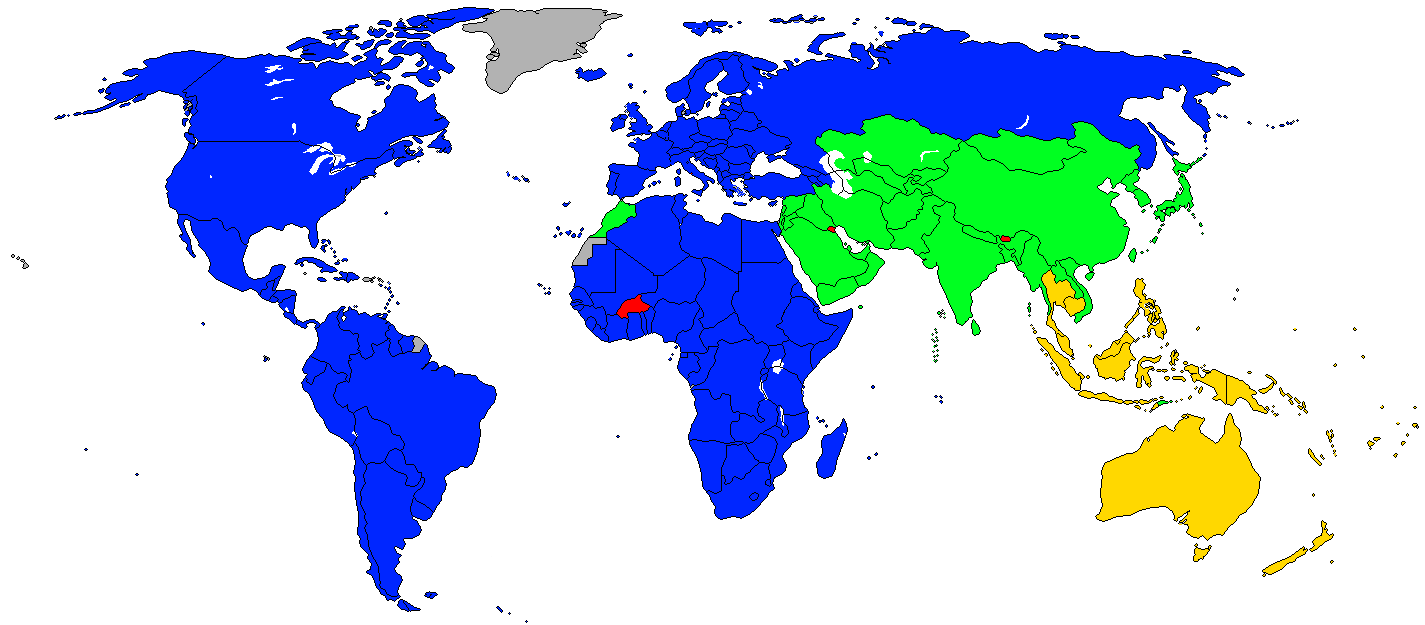

En esta Expo se presentaron en total 239 participantes: 189 estados y 50 organizaciones internacionales. Lo que representó la mayor participación en una exposición internacional.
En total 189 estados participaron en la Expo (tres países que habían confirmado su asistencia no se presentaron finalmente por causas internas: Burkina Faso, Bután y Kuwait); se trata de 183 países independientes reconocidos por la ONU (incluido el país anfitrión, China), dos estados no reconocidos por la ONU: Taiwán y los Territorios palestinos, dos estados asociados de Nueva Zelanda: Islas Cook y Niue, y las dos regiones especiales chinas: Hong Kong y Macao.
También participaron oficialmente 50 organizaciones internacionales (de las cuales 40 fueron gubernamentales y 10 no) y una docena de empresas que patrocinaron el evento.

## Instalaciones

### Recinto
El recinto de la Expo ocupó una superficie total de 5,28 km², a ambas orillas del río Huangpu: 3,93 km² el área de la parte sur (distrito de Pudong) y 1,35 km² la de la parte norte (distrito de Puxi). Estuvo dividido en 5 zonas: las zonas A, B y C se encontraban en la parte sur de la Expo, y las zonas D y E, en la parte norte.

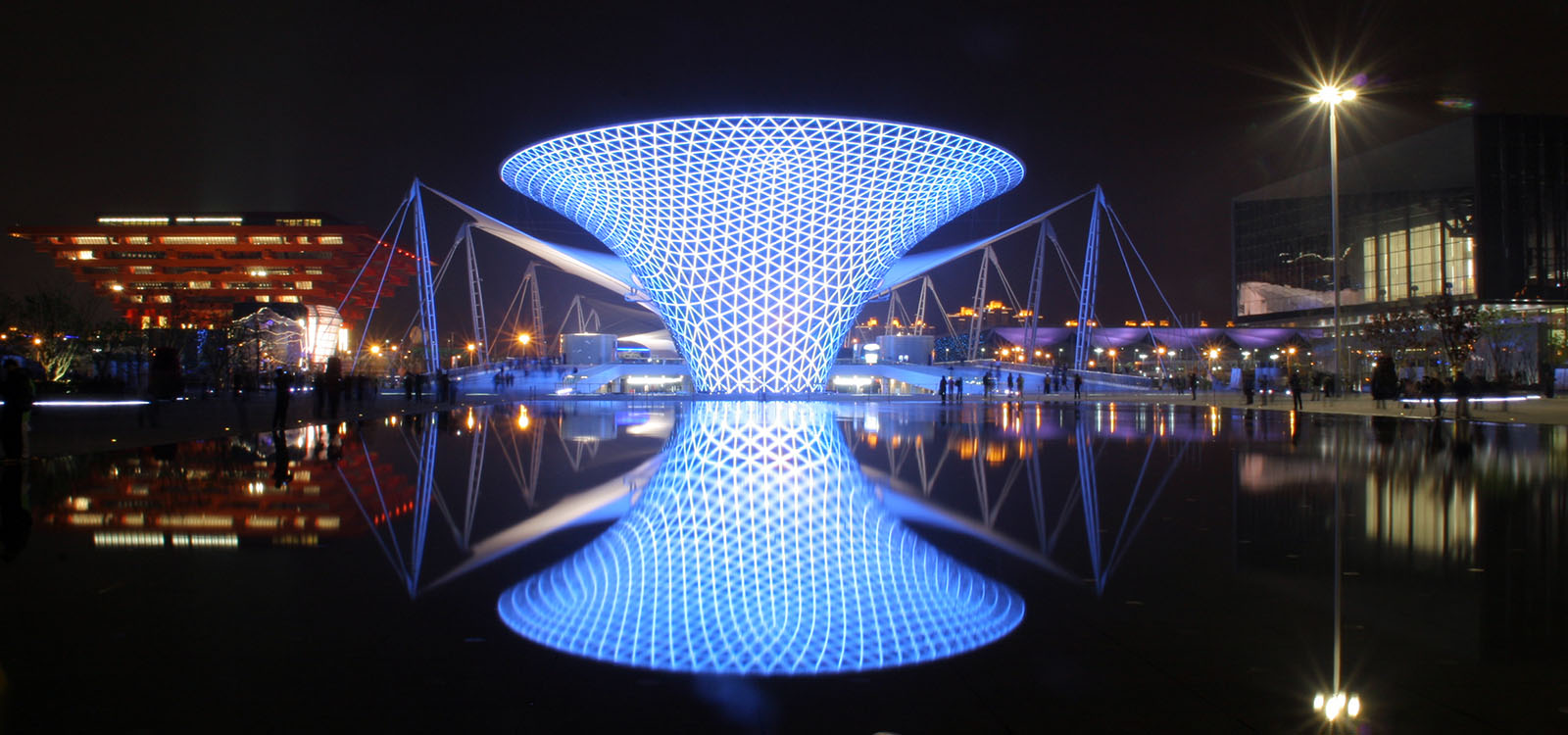
Vista nocturna del Eje Expo

Entre la zona A y la B se halla el Eje Expo, un paseo de casi 1 km de longitud y de 100 m de ancho, que sirvió de vía de acceso y de intercomunicación entre la entrada, las diferentes calles que recorrían la Expo y la ribera del río. El paseo, que se mantiene como legado de la Expo, está techado por una construcción hecha a base de una membrana plástica, sostenida por 50 mástiles y por seis grandes columnas en forma de embudo. En su parte baja, la que está a ras del suelo, se encuentran una serie de establecimientos comerciales, restaurantes, puntos de información.
En cada zona había varios espacios y edificios (en total fueron 32) dedicados a representaciones de todo tipo, principalmente espectáculos artísticos (algunos relacionados exclusivamente al área geográfica en cuestión). En la zona A se encontraba la plaza de Asia y el Centro Cultural de la Expo; en la zona B, la plaza de Oceanía y el Expo Center, el más grande de todos; en la zona C, las plazas de África, Asia y Europa; en la zona D, el Pabellón de Entretenimientos, y en la zona E, la plaza de Exposiciones y la plaza del UBPA.

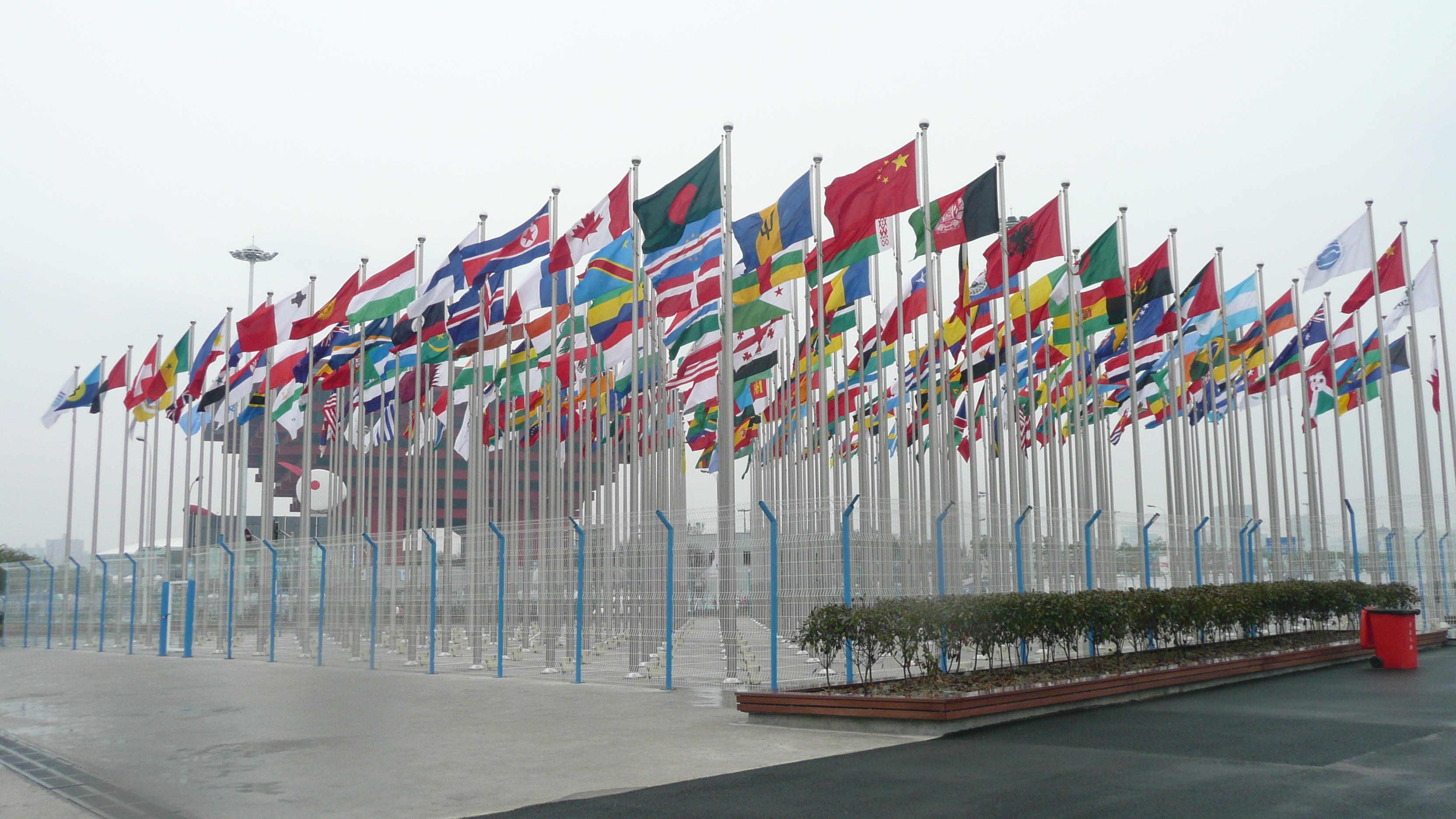
Las banderas de todos los participantes izadas en el recinto de la Expo

La distribución de los pabellones en las diferentes zonas fue la siguiente:
- Zona A: pabellones de la mayoría de países de Asia, Pabellón de China, pabellón de las provincias y regiones de China y el Centro Cultural de la Expo.

- Zona B: pabellones de países de Oceanía y del sureste de Asia, el Pabellón Temático (con los pabellones temáticos "Urbanian", "City Being" y "Planeta Urbano"), pabellones de organizaciones internacionales y el Expo Center.

- Zona C: pabellones de países de África, América y Europa.

- Zona D: pabellón temático "Huellas urbanas", pabellones de empresas nacionales e internacionales.

- Zona E: Pabellón del Futuro, pabellones de empresas nacionales e internacionales, Pabellón de la Civilización de Ciudades y el UBPA (Área de Mejores Prácticas Urbanas).

### Pabellones
Los pabellones estaban distribuidos en las cinco zonas de la Expo. Hubo doce grupos de pabellones: cuatro en la sección de Puxi y ocho en la de Pudong. En Puxi se encontraban los pabellones de las diferentes organizaciones y empresas que participaron en la Expo, así como la zona denominada UBPA; en Pudong estaban la totalidad de los pabellones nacionales y la mayoría de pabellones temáticos y algunos pabellones de organizaciones internacionales. Según su contenido, los pabellones fueron clasificados en tres categorías: pabellones temáticos, pabellones nacionales y pabellones de organizaciones o empresas nacionales o internacionales.

#### Pabellones temáticos
Los organizadores de la Expo presentaron cinco pabellones dedicados al tema de la Expo, «Mejor ciudad, mejor vida», y que profundizaron en diferentes aspectos del desarrollo urbano. Se trata de los pabellones "Urbanian", "City Being" y "Planeta Urbano", albergados conjuntamente en un edificio conocido como "Pabellón Temático", el pabellón "Huellas urbanas" y el del "Futuro".

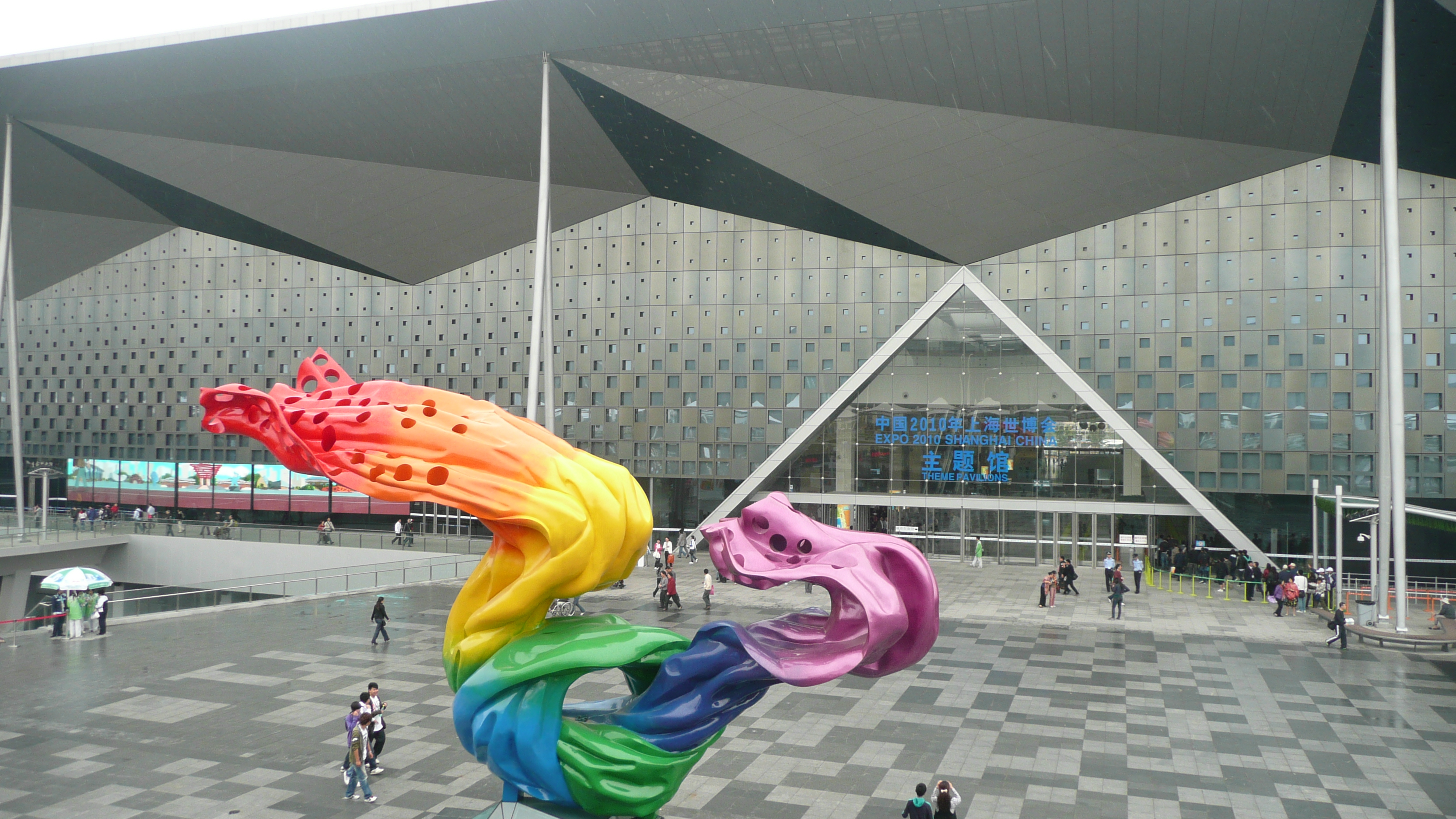
Pabellón Temático

- Pabellón Temático: ubicado en la zona B, sección B7, al lado del "Eje Expo". Se trata de un amplio edificio levantado en un terreno de 11,5 ha con una superficie construida de 143,000 m² (93,000 m² en la parte superior y 50.000 m² en la subterránea). Orientado en la técnica arquitectónica llamada Shikumen, típica de la zona de Shanghái, tiene dos fachadas (la principal y la posterior) que asemejan un diseño de papiroflexia; las otras dos fachadas están cubiertas por plantas trepadoras. Sobre el techo se extienden células solares con capacidad para generar 2,8 millones de kW·h. El edificio, que fue construido por los arquitectos del consorcio chino Expo Group, es una de las cinco construcciones que permanecen después de la conclusión de la exposición.[8] Albergó los tres pabellones siguientes:
  - Pabellón "Urbanian": ubicado en la parte este del Pabellón Temático. Dedicado a las personas que viven en las ciudades. Fue diseñado por el estudio de los arquitectos neerlandesés Herman Kossmann y Mark de Jong. El pabellón contó con 15,000 m² de superficie y estuvo dividido en cinco secciones: "Familia", "Trabajo", "Conectados", "Aprendizaje" y "Salud". A lo largo del recorrido, el visitante era acompañado a través de vídeos por seis familias de seis ciudades de todos los continentes: París (representando Europa), Phoenix (América del Norte), São Paulo (América del Sur), Li Jiang (Asia), Uagadugú (África) y Melbourne (Oceanía). Aparte, el pabellón mostraba por medio de instalaciones multimedia la vida diaria en otras 11 ciudades del mundo.[9]
  - Pabellón "City Being": ubicado en la parte oeste del Pabellón Temático. Trataba de la vida diaria en las ciudades, y estaba concebido como un organismo vivo que por sus diversos órganos ofrece una visita a la parte interna de la ciudad, a los diferentes servicios que brindan a las personas una jornada cómoda y práctica. Su diseño estuvo a cargo de la Academia China de Arte, en colaboración con la agencia londinense Land Design Studio. Estuvo dividido en las secciones: "Estación dinámica" (representando los servicios de suministro de energía, logística, finanzas e información), "Sistema circulatorio" (los sistemas de transporte –bus, metro, tren, aeropuerto, etc.–), "Plazas urbanas" (la vida social, las plazas, los comercios, restaurantes, cines, etc.) y "Calle urbana" (la vida cultural, las bibliotecas, los museos, etc.).
  - Pabellón "Planeta Urbano": ubicado en la parte oeste del Pabellón Temático. Representaba el proceso de urbanización en el contexto mundial y su interacción con el medio ambiente y el medio rural. Su diseño corrió a cargo del estudio de arquitectura alemán Triad Berlin. El pabellón contó con 12,000 m² de superficie y estuvo estructurado por dos rampas paralelas en forma de espiral que comunicaban a las dos respectivas partes del pabellón: "Camino de crisis" (sobre los problemas demográficos, ecológicos, de polución y estrés que generan las ciudades) y "Camino de solución" (soluciones planteadas para los problemas anteriores). La primera sección contenía la sección "Planeta azul" y la segunda parte las secciones "Menos carbón", "Minería urbana", "Gota de vida", "Ciudad verde" y "El único planeta que tenemos".[10]

- Pabellón "Huellas urbanas": se encontraba en la zona D, sección D10. Trataba de la historia y evolución de las ciudades desde la antigüedad hasta nuestros días. Contaba con cuatro secciones: "Origen de la ciudad" (ilustra el origen de las primeras ciudades de la Antigüedad), "Ciudad en crecimiento" (ejemplos de ciudades florecientes en el Medioevo), "Sabiduría urbana" (la transformación de las ciudades con la Revolución Industrial) y "Ciudad ideal de fantasía" (presentado en el vestíbulo de salida y que escenificaba con ejemplos futuras ciudades sostenibles y ecológicas). La exposición estuvo a cargo del Museo de Shanghái.[11]

- Pabellón del "Futuro" o del "Sueño urbano": se encontraba en la zona E, sección E8. Ubicado en las instalaciones de una antigua central termoeléctrica, cuya reestructuración y montaje interior fue obra de la empresa de diseño INGENIAqed con sede en Madrid.[12] Tenía una superficie de 14,400 m². Se centró en el desarrollo urbano futuro y tuvo como objetivo mostrar ideas y proyectos de cómo mejorar la calidad de vida y solucionar los problemas que atañen a las ciudades, tomando el ejemplo de cinco ciudades: Pekín, Kobe, Camberra, San Diego y Friburgo. Cuatro secciones conformaron el pabellón: "Sueño de ayer", "Sueño y práctica", "Posibilidades múltiples" y "El sueño se acerca".[13]

#### Pabellones nacionales
Cada estado participante contó con un pabellón nacional (en total fueron 192). 84 estados decidieron contar con un espacio propio para construir por separado su pabellón, el resto utilizó las naves o bloques que los organizadores de la Expo pusieron a su disposición para tal efecto. Los pabellones nacionales estaban distribuidos entre las zonas A, B y C, de acuerdo a su ubicación geográfica (como única excepción estaba el pabellón de Marruecos, que no se encontraba en la parte de África, sino en la zona A, dedicada a la mayoría de países asiáticos). Entre los más representativos destacan los siguientes:

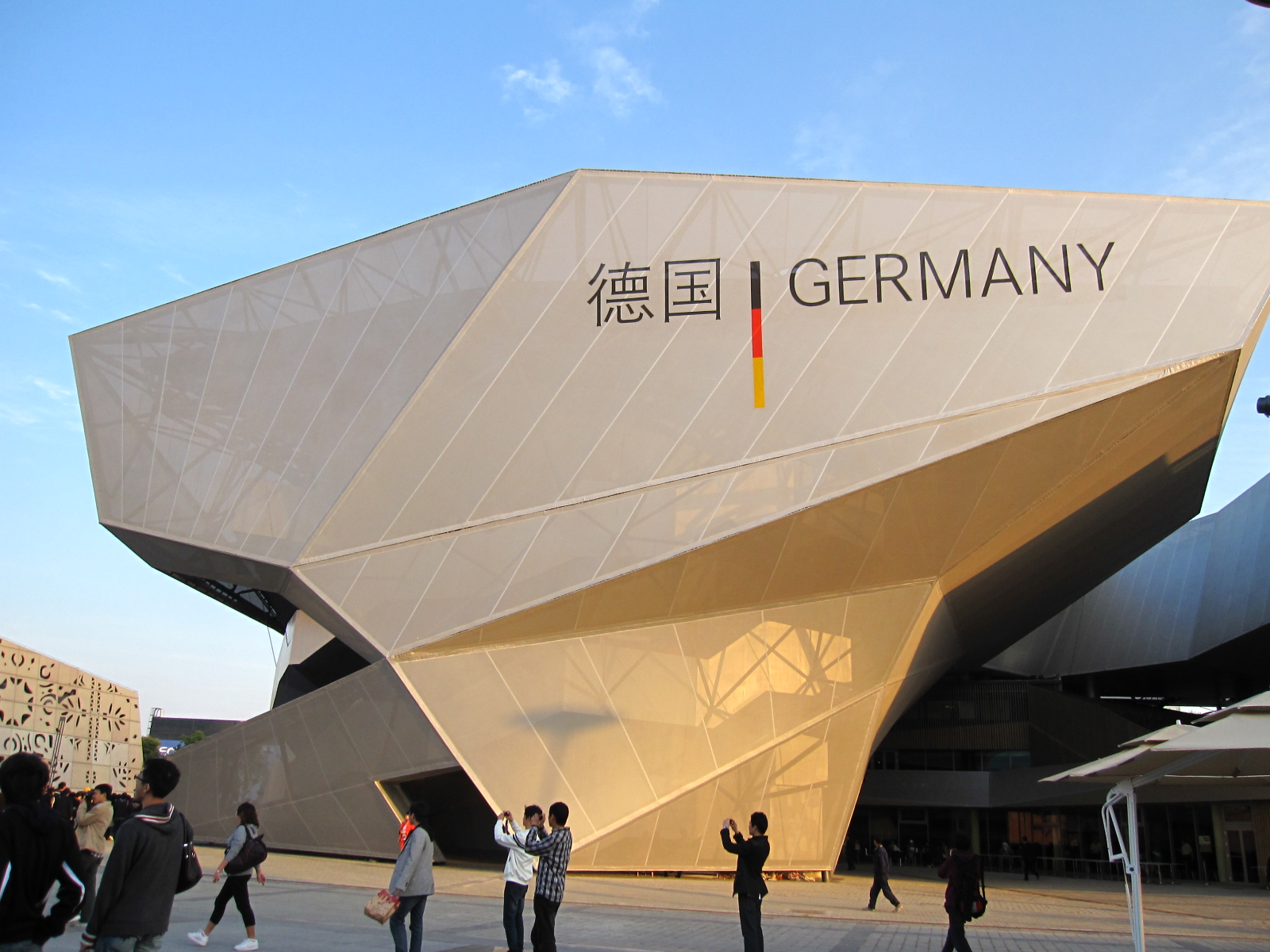
Pabellón de Alemania

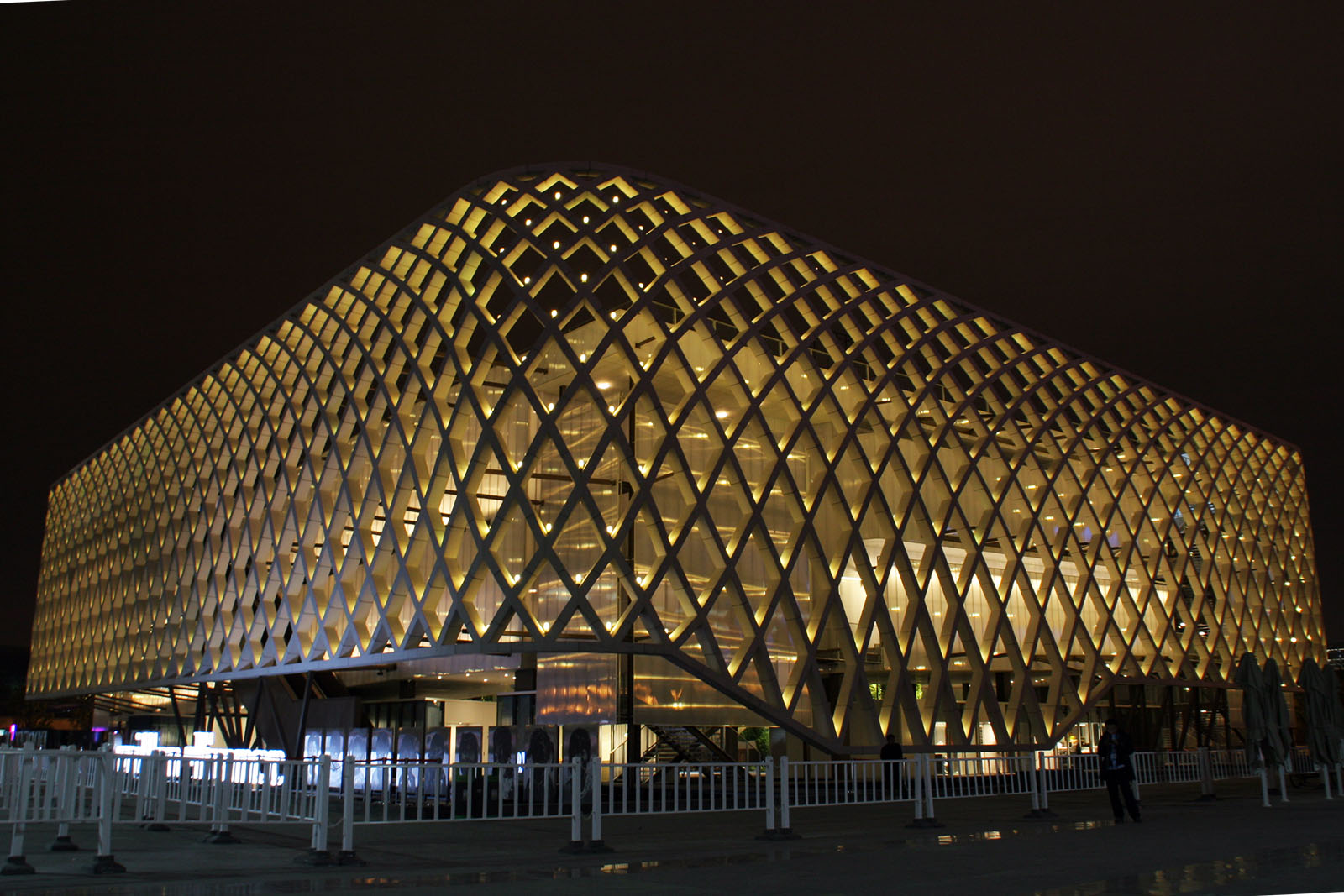
Pabellón de Francia

- Alemania – estuvo en la sección C9 y su lema fue «Balancity». Fue un edificio de geometría caprichosa y líneas pronunciadas que asemejan a una serpiente compuesta por cuatro cuerpos, cuya fachada estuvo recubierta con una membrana textil plateada, y que reposaba en una especie de cantera que mostraba diferentes capas de tierra. Esta combinación de elementos brindó al pabellón una serie de espacios abiertos en su interior, algunos usados como áreas verdes. Por medio de pasajes, cintas transportadoras y túneles, se exploraban las diferentes áreas temáticas que mostraron diversos aspectos de un viaje por una ciudad: "A través del paisaje", "Límites de la ciudad", "El puerto", "La oficina de proyectos", "El depósito", "La fábrica", "El parque", "El taller artístico", "La plaza urbana" y "El foro", para terminar en la sala "La central energética", un espacio cilíndrico que ofrecía una representación multimedia por medio de una enorme esfera que giraba colgada por un cable de alambre y que mostraba un vídeo espectacular. El día nacional de este país en la Expo fue el 19 de mayo.[14]

- Argentina – El pabellón de Argentina tuvo como tema la Revolución de Mayo, que el 25 de mayo del 2010 cumplía 200 años. La construcción de 2.000 metros cuadrados fue diseñada por el arquitecto Atilio Pentimalli. La estructura es unatrama regular, conformada por la repetición de tubos rectangulares metálicos, se dibujan a partir de la incorporación de varillas de madera, simbologías aborígenes que van modificándose, yuxtaponiéndose y conformando nuevos patrones, hasta alcanzar la forma de trama digital contemporánea con la pantalla de led. Esta diferencia en la repetición de patrones, sus transformaciones y desarrollo sobre un mismo tejido, hablan de diversidad, de particularidades, de una sociedad constituida como un crisol de razas, y del crecimiento y evolución alcanzados durante estos doscientos años de vida como Nación.

La robustez de los perfiles metálicos, simbolizan la fuerza y la pasión. La calidez y simplicidad de la madera, responde a la sensibilidad y nostalgia.

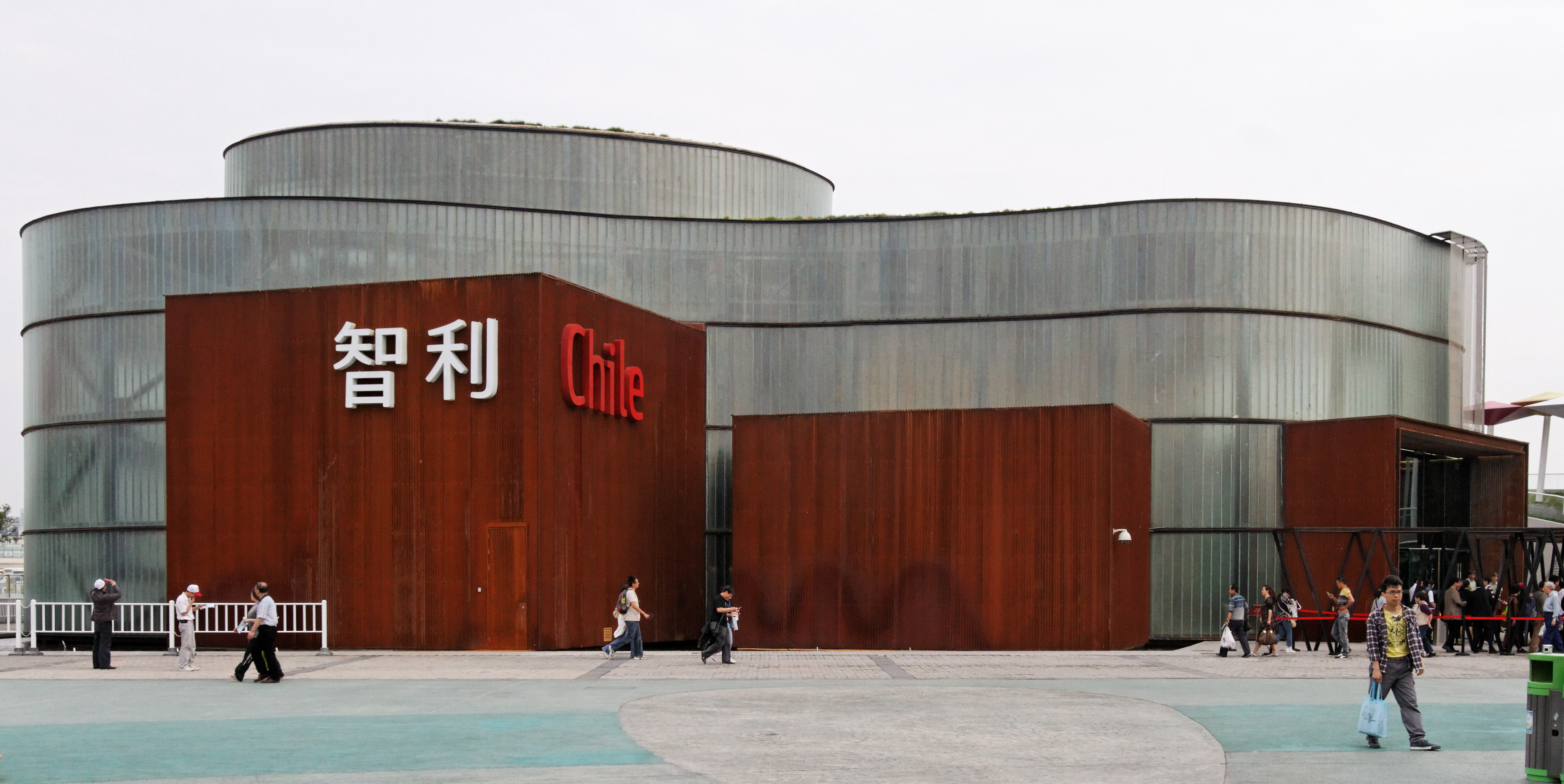
Pabellón de Chile

- Chile – Estuvo ubicado en la "Zona C" con el lema <<La Ciudad de las Relaciones>>. Fue diseñado por Juan Sabbagh, ganador del Premio Nacional de Arquitectura en 2002. El edificio obtuvo el premio por «desarrollo temático» entre los pabellones de tamaño medio, esto es, de entre 2.000 y 3.999 m².[17]

El edificio estaba trabajado en su espacio exterior con vidrio u-glass que es un material reciclado, revestidas de acero, cuyo color cobrizo asemejaba a la cordillera, el techo por su parte, contenía el verde de un material orgánico especial, semejante visualmente a un jardín que generaba un excelente aislamiento térmico y sellaba el concepto de lo natural y en su espacio interior se usó esencialmente madera.
Uno de sus principales atractivos en esa época fue el emblemático "Pozo de las Antípodas", espacio que permite a los visitantes observar a chilenos en tiempo real, a través de una cámara que se encuentra ubicada en distintos lugares de Chile.

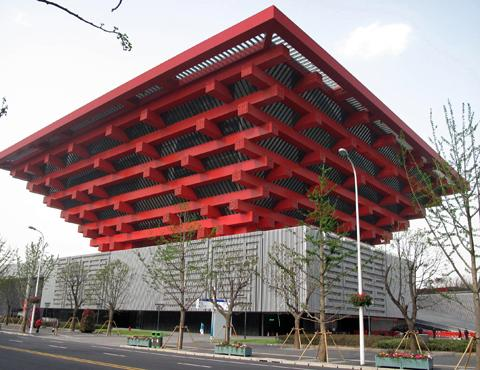
Pabellón de China

- China – el Pabellón de China, ubicado en la Zona A, al lado del "Eje Expo", y bautizado como «Corona del Oriente», tuvo como objetivo mostrar al visitante la cultura y tradiciones chinas. La parte central del pabellón estuvo dedicada a China y la parte inferior de la construcción a los pabellones de las provincias y regiones que componen el país. El día de China en la Expo fue el 1 de octubre.

El edificio, que fue construido por el arquitecto chino He Jingtang, es una de las cinco construcciones que permanecieron después de la conclusión de la exposición. Ocupa un área de 140,000 m² y tiene una altura de 63 m. Está inspirado en la forma de las antiguas coronas imperiales chinas. La fachada está constituida por cuatro amplias columnas y el cuerpo central: una pirámide truncada, que se compone de cinco niveles exteriores, de mayor superficie conforme se sube, cubiertos por medio de vigas de acero pintada de color rojo y grandes ventanas corridas de cristal oscuro. Las vigas están entrelazadas por medio de la técnica dougong. El techo está configurado como el esquema típico de un sudoku.
La base o esplanada en forma de podio del edificio es asimismo una construcción de 45,000 m² que alberga los pabellones de las 28 diferentes provincias y regiones chinas, cuyos nombres están representados gráficamente en la pared exterior, por medio de la tradicional caligrafía china.
El tema del pabellón fue «Sabiduría china en el desarrollo urbano», y mostró el desarrollo, características y avances en el desarrollo urbano de China desde tiempos antiguos hasta el presente. La exposición dedicada al país ocupó un área de 47.000 m² y estuvo organizada en tres secciones, cada una en una planta diferente del edificio, empezando por la parte superior hacia abajo: "Huella oriental", "Viaje de experiencia" y "Futuro con pocas emisiones".

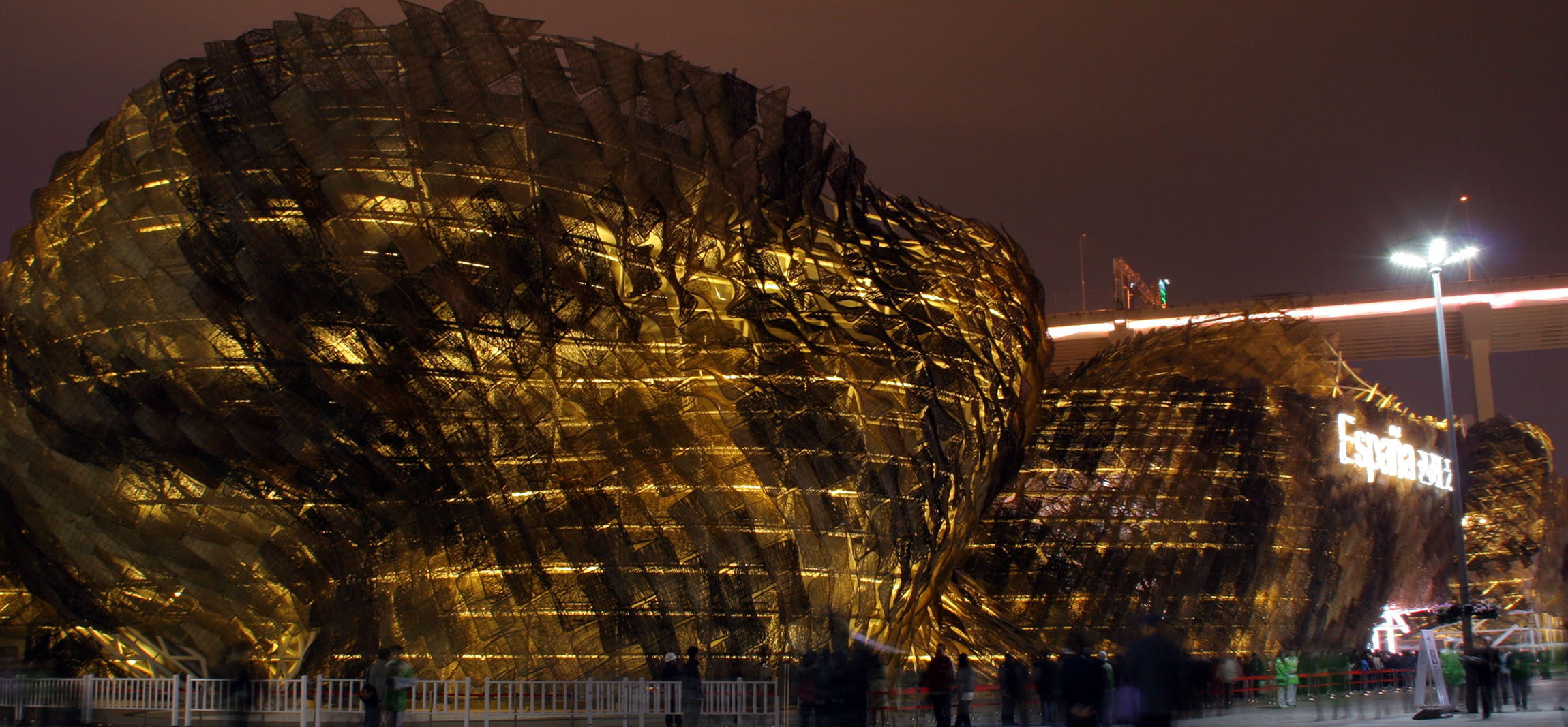
Vista nocturna del pabellón de España

- España – el Pabellón de España estuvo ubicado en la Zona C (sección C9), al lado del puente Lupu y separado del río Huangpu por el parque de la Expo. Fue construido por el estudio de arquitectura EMBT con sede en Barcelona, bajo gestión de la SEEI, con un presupuesto de 18 millones de euros. Fue edificado sobre un terreno de 6.000 m² y contó con más de 7.500 m² de superficie útil, que lo convirtieron en uno de los más grandes de la Expo. Tuvo una capacidad máxima de acogida de aproximadamente 30.000 visitantes por jornada. El día de España en la Expo fue el 30 de agosto.

La arquitectura del pabellón era original, de forma surrealista y geometría caprichosa basada en líneas curvas. Tenía una estructura a base de tubos de acero y contaba con una capa externa formada por placas onduladas de mimbre en diversas tonalidades.
Para el contenido temático del pabellón se recurrió al toque creativo de cuatro importantes artistas españoles: los directores Isabel Coixet, Bigas Luna y Basilio Martín Patino, encargados de las propuestas audiovisuales de las tres salas del pabellón, y el diseñador José Miró, responsable de los uniformes del personal. Las tres salas temáticas, que sumaban 2.500 m², presentaban una exposición bajo el lema «De la ciudad de nuestros padres a la ciudad de nuestros hijos» y llevaban por nombre: "Origen" (a cargo de Bigas Luna), "Ciudades" (Basilio Martín Patino) e "Hijos" (Isabel Coixet).
- Francia – estuvo en la sección C9 y su lema fue «La ciudad sensual». Fue un edificio cuadrangular cuya fachada estaba envuelta en una estructura de hormigón en forma de malla romboidal, y que estaba rodeado exteriormente por un estanque de agua; el techo estaba cubierto por setos y por plantas trepadoras que caían hacia la parte interna del edificio, que daba a un gran patio con otro estanque. La visita se iniciaba en la parte alta y conforme se iba descendiendo por una rampa en forma de espiral, se iban visitando los diferentes contenidos del pabellón: primero una serie de audiovisuales sobre las ciudades francesas, entre los que había cámaras o galerías que ejemplificaban cada uno de los cinco sentidos, y por último una serie de obras de célebres artistas franceses: Auguste Rodin, Jean-François Millet, Paul Cézanne, Paul Gauguin, Édouard Manet, Pierre Bonnard y el neerlandés Vincent van Gogh, todas procedentes del Museo de Orsay en París. El día nacional de este país en la Expo fue el 21 de junio.[22]

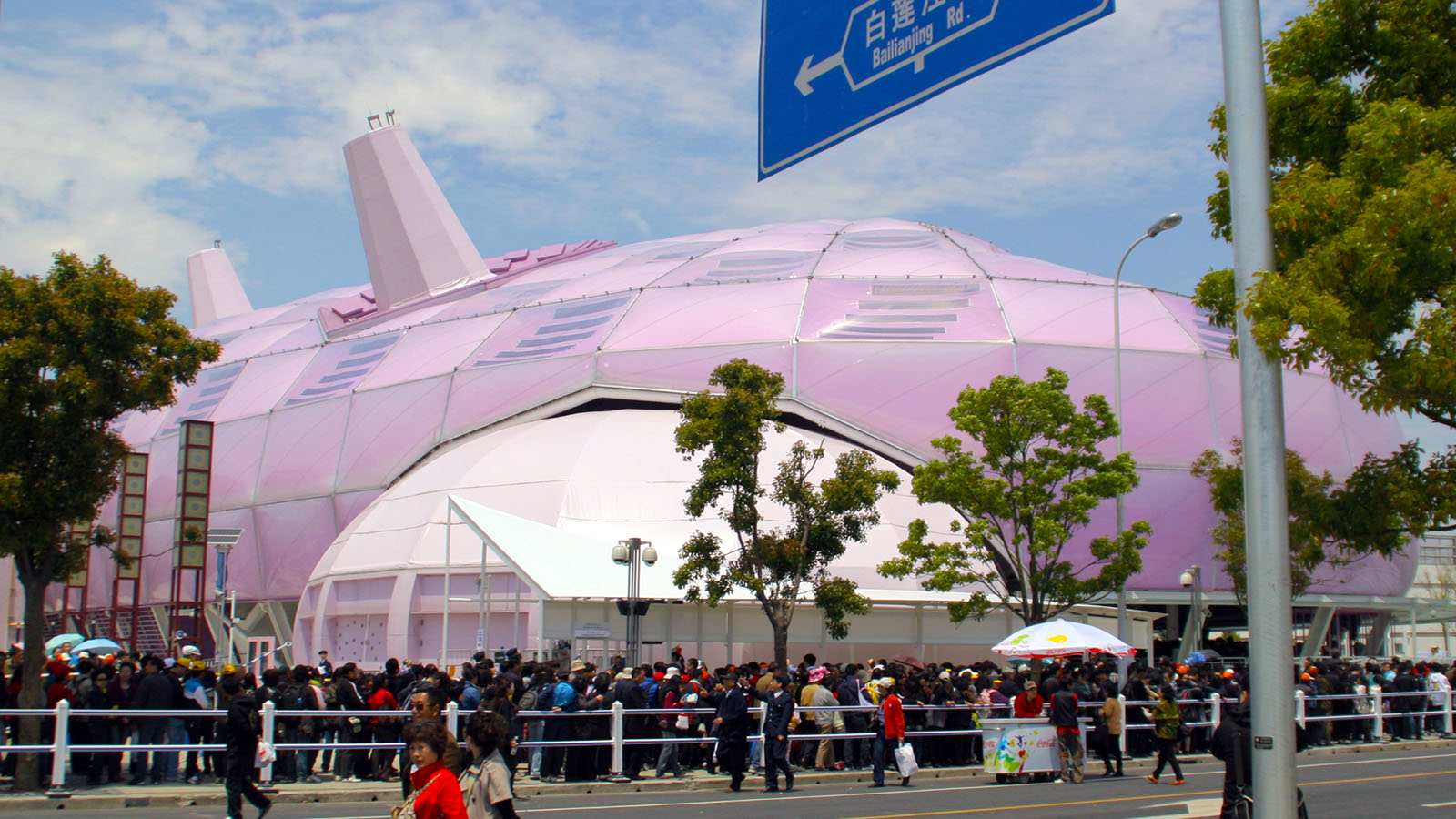
Pabellón de Japón

- Japón – ubicado en la sección A9 y su lema era «Armonía de los corazones, armonía de las habilidades». Fue un edificio de forma semicircular cubierto de una membrana color púrpura, con tres chimeneas y tres embudos o "chimeneas invertidas", y que por su aspecto asemejaba a una gran oruga. Fue una construcción de última tecnología y modelo en el ahorro energético: las chimeneas servían para eliminar el aire caliente, mientras que los embudos se usaron para introducir al pabellón aire fresco y luz natural, así como para almacenar el agua de lluvia; la membrana exterior estaba dotado de células fotovoltaicas para la generación de electricidad. Contaba con las tres zonas expositivas siguientes: "Viaje a través del tiempo", "Tecnologías punta", y "Ópera". El día nacional de este país en la Expo fue el 12 de junio.

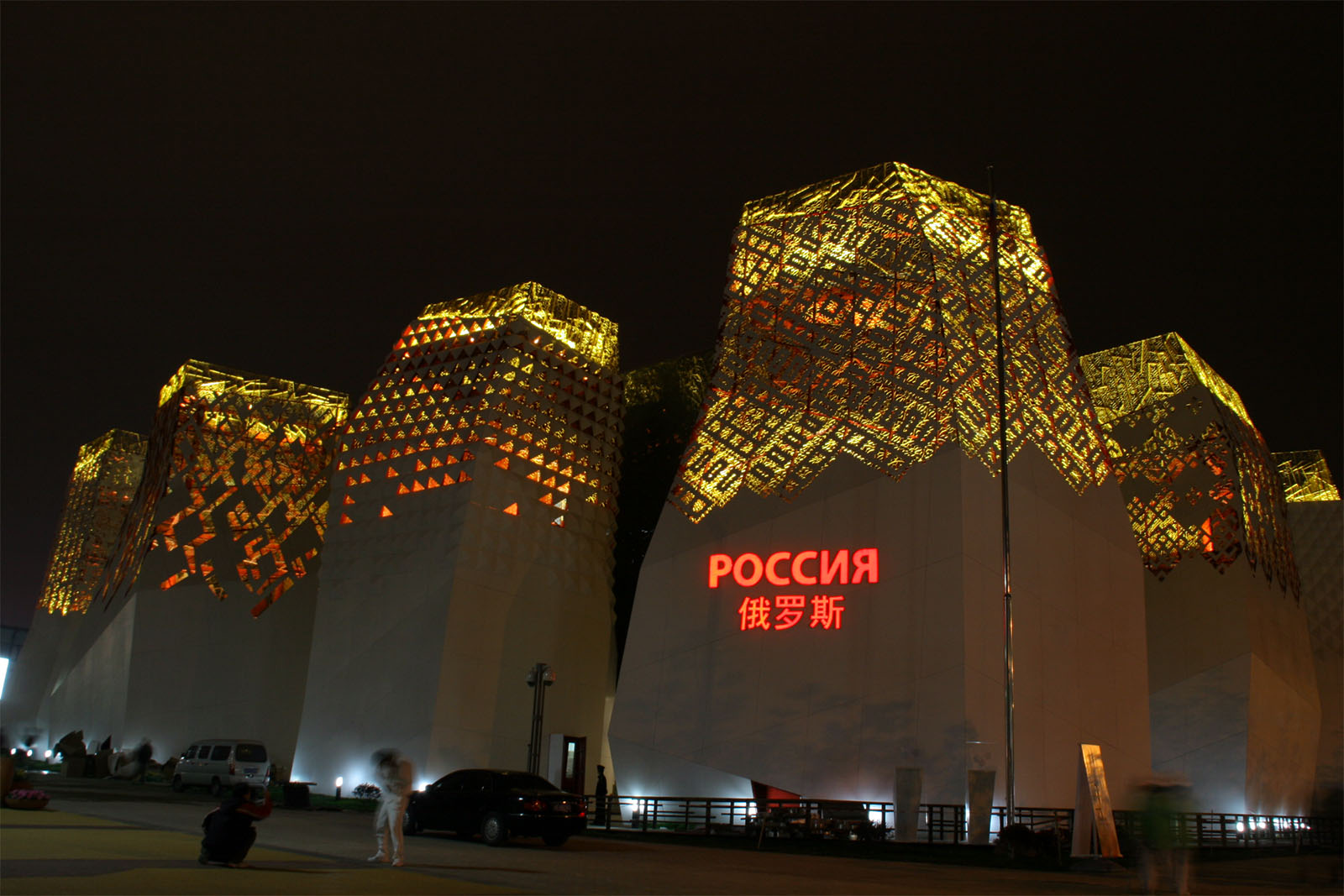
Pabellón de Rusia

- Rusia – en la sección C7 y su lema era «Nueva Rusia: Ciudades y personas». El pabellón estuvo concebido como una ciudad de cuento de hadas con un gran árbol (el "Árbol de la vida") en el centro y un bosque de flores y frutas enormes. Su diseño, basado en el libro Las aventuras de Nosabenada y sus amigos del escritor soviético Nikolái Nósov, consistía en 12 torres diferentes de 20 m de altura, pintadas de color blanco y dorado y con motivos ornamentales tradicionales rusos en color rojo y plateado, que rodean el edificio central, llamado «Cubo de la civilización». Contó con las cuatro áreas temáticas siguientes: "Regiones de la Federación Rusa", "Nuevas tecnologías para actividades vitales", "La ciudad del futuro a través de los ojos de los niños" y "Ciudad de talentos". El día nacional de este país en la Expo fue el 28 de septiembre.[23]

### Salas y auditorios
- Expo Center – Situado en la zona B de la Expo, a la ribera del río Huangpu y al lado del Eje Expo. Tuvo las funciones de centro de congresos, seminarios y conferencias, además de centro de prensa. Es una de las cinco construcciones que permanecieron después de la conclusión de la Expo. Se trata de una estructura en forma de cuboide con un área de construcción total de 142.000 m². Cuenta con dos auditorios, uno con 2,600 asientos y el menor con 600, un salón multiusos con capacidad para 5000 personas y un salón de banquetes para 3,000 invitados, con una magnífica vista panorámica de la Expo.

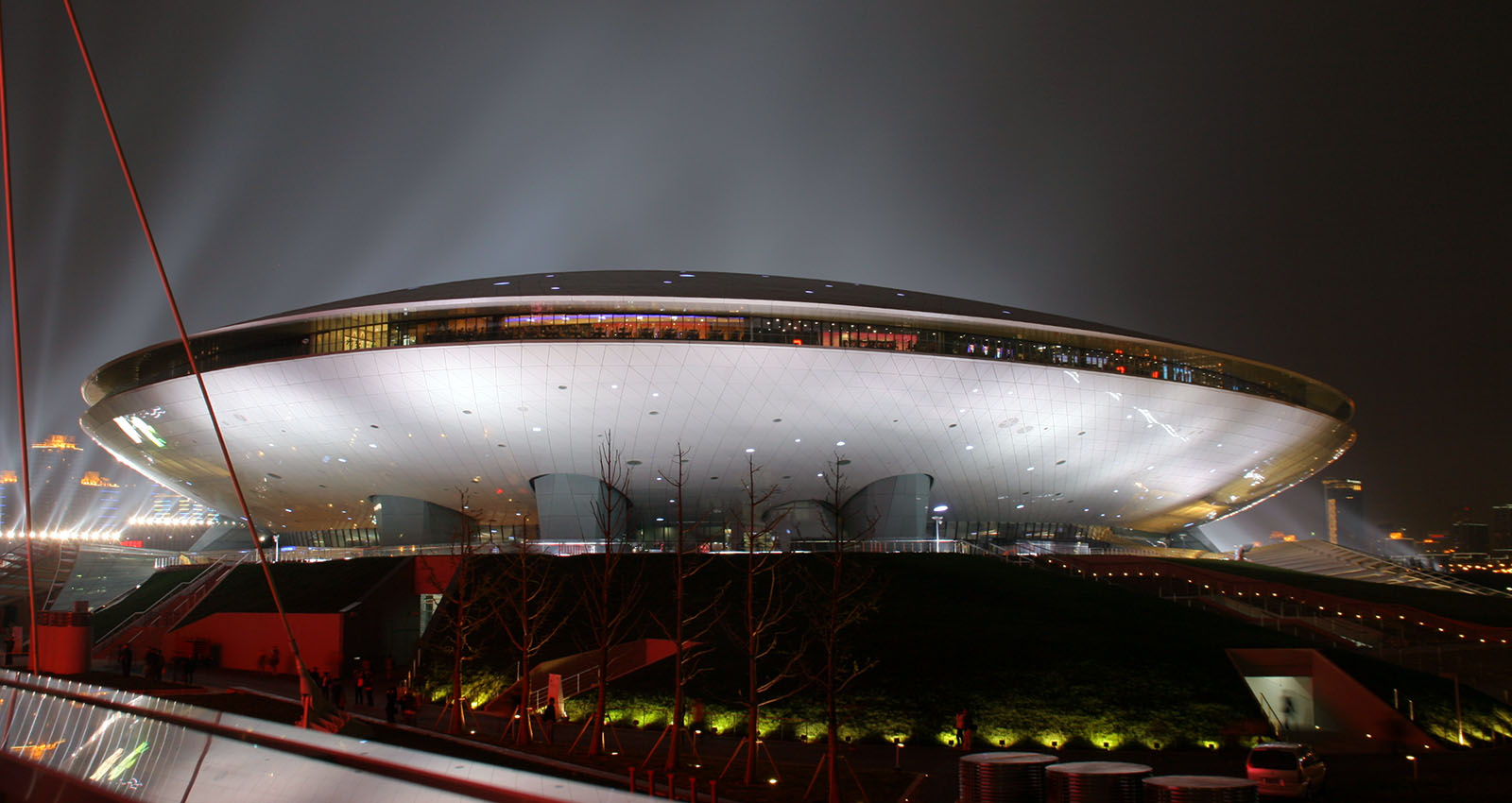
Vista nocturna del Centro Cultural de la Expo

- Centro Cultural de la Expo (Expo Culture Center) - Situado en la zona A, al borde del río Huangpu y al lado del Eje Expo. Fue diseñado por el estudio de arquitectura chino ECADI para albergar una serie de espectáculos, ceremonias y conciertos. Es una de las cinco construcciones que permanecieron después de la conclusión de la Expo. Tiene la apariencia de un platillo volador que por la noche se transforma con la iluminación en una ciudad flotante. En su interior se ubica un gran escenario con capacidad para 18.000 personas, que cambia de tamaño y forma en función de las necesidades de cada espectáculo.

### Área de Mejores Prácticas Urbanas
El Área de Mejores Prácticas Urbanas (en inglés: Urban Best Practices Areas, UBPA) fue un concepto innovativo de esta Expo. Se trataba de un recinto ubicado en la zona E de la Expo y que estaba dedicado especialmente para que ciudades ejemplares de todo el mundo mostraran sus mejores proyectos urbanísticos en alguno de los siguientes cuatro puntos:
- Ciudad habitable
- Urbanización sostenible
- Protección y utilización del patrimonio histórico
- Innovación tecnológica

En total fueron elegidas 43 ciudades de 20 países; 13 ciudades contaron con un pabellón propio, las otras 31 con un stand dentro de los cuatro recintos que los organizadores dispusieron para tal efecto. España estuvo representada por tres ciudades: Barcelona, Bilbao y Madrid.

## Promoción
La Expo fue visitada por poco más de 73 millones de personas, lo que representa el récord de afluencia a una exposición organizada por la BIE: anteriormente el récord era ostentado por la Expo 1970 de Osaka, con unos 64 millones. El 16 de octubre se recibió el mayor número de visitantes, 1.032.800 personas.
De acuerdo con una encuesta realizada por los organizadores, se piensa que alrededor del 95% de los visitantes provinieron de China, y que el 5% restante, unos 3,5 millones de personas, fueron visitantes extranjeros.

### Precios
Los billetes de entrada para el público fueron puestos a la venta en Internet desde marzo de 2009. Hubo diversos tipos de entradas: billetes para un solo día normal (cualquier día que no fuera un día pico), para un día pico, para tres días normales o para siete días normales, así como entradas para una tarde (a partir de las 17:00 h). Los precios variaban de acuerdo a si el billete se había comprado antes de la apertura de la Expo o en el transcurso de esta; también hubo descuentos para mayores de 60 años, niños más bajos de 1,20 m, estudiantes o para grupos. En resumen, se podía obtener una entrada en el periodo de la Expo a los siguientes precios (tasa de cambio al 30 de abril de 2010: 1 € = 9,0339 CNY):
- Un día normal: 160 CNY (aprox. 17,7 €) —precio reducido: 100 CNY (11 €)—.
- Un día pico: 200 CNY (22 €) —precio reducido: 120 CNY (13,3 €)—.
- Una tarde: 90 CNY (10 €).
- Tres días normales: 400 CNY (44,4 €).
- Siete días normales: 900 CNY (100 €).

## Eventos culturales
En los 184 días de duración de la Expo se desarrollan una gran cantidad de eventos culturales, desde exposiciones, seminarios, hasta espectáculos artísticos y musicales a cargo de artistas nacionales e internacionales. Estos eventos se representaron tanto en las plazas y espacios públicos diseñados para tal propósito como en las instalaciones de los diversos pabellones; las cabalgatas o desfiles se realizaron en rutas planificadas a lo largo del recinto.
Se puede decir que había dos tipos de espectáculos: los realizados por los organizadores de la Expo y los realizados por los participantes.

### Eventos de la Expo
Los eventos que los organizadores de la Expo presentaron se realizaron en alguno de los espacios públicos instalados para tal propósito. Entre los espectáculos más importantes estuvieron:

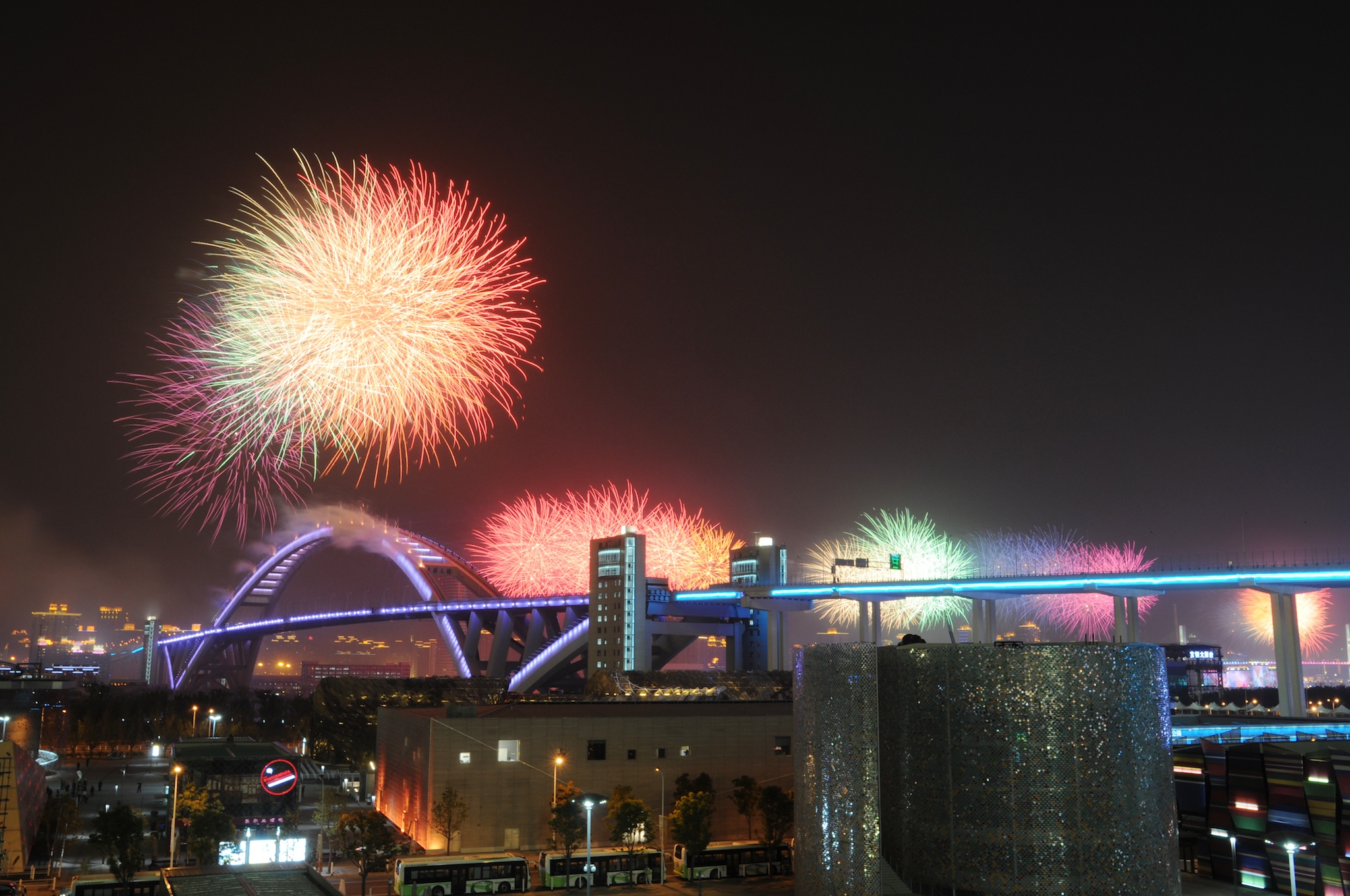
Fuegos artificiales el día de la apertura de la Expo

- Fiesta de apertura: se celebró en la tarde del viernes 30 de abril en el pabellón de China, con fuegos artificiales por todo el recinto de la Expo.
- Fiesta de clausura: se celebró en la tarde del 31 de octubre en el pabellón de China, con fuegos artificiales, música y fiesta por todo el recinto de la Expo.
- Eventos específicos: espectáculos artísticos o musicales que se celebraban cada tarde para entretenimiento y disfrute de los visitantes; pudiendo ser de contenido nacional o internacional.
- Eventos diarios: son eventos que se ofrecían para el público en general cada día, ya sea por todo el período de la Expo o solo por una temporada. Entre los más importantes estuvieron las cinco cabalgatas o desfiles, el espectáculo de artes marciales Wudang (de julio a septiembre tres representaciones diarias con media hora de duración cada una), el espectáculo de artes marciales Shaolin (de julio a agosto cuatro representaciones de 45 min.), el espectáculo escenográfico CHA (mayo y junio cuatro representaciones de 45 min.), el taller experimental juvenil Abilia (donde niños y jóvenes podían ejercer virtualmente 25 ocupaciones profesionales diferentes) y el punto culminante de cada día, el espectáculo nocturno Ventanas de la ciudad.

#### Ventanas de la ciudad
El espectáculo Ventanas de la ciudad ('Windows of City') se realizaba cada noche en el pabellón Houtan, ubicado en la sección C2, con una capacidad para 2000 espectadores, y tenía una duración de 30 min. Se trata de una majestuosa representación multimedia que, por medio de imágenes y sonidos, mostraba escenas de la vida en las grandes urbes de la actualidad; 60 artistas (bailarines, actores y cantantes) interpretaban danzas de estilos diferentes y brindaban al espectáculo un toque estético. Entre los creadores y participantes de este espectáculo estuvo el equipo del grupo de teatro catalán La Fura dels Baus. —Esta forma de cierre de la visita con un impresionante espectáculo de luz, sonido y efectos especiales al aire libre es popular en cada exposición internacional: en la anterior, Expo Zaragoza 2008, el espectáculo Iceberg fue todo un éxito y el más visitado de esa exposición—.

#### Cabalgatas
Diariamente se celebraban a horarios determinados cinco cabalgatas (tres en Pudong y dos en Puxi) de artistas de teatro de calle en tres rutas diferentes. La primera era a las 12:00 h y la última a las 21:00 h. En estos desfiles intervinieron más de 60 artistas de fuera de China. Las tres rutas, que cubrieron en total 2,6 km, eran:
- Ruta 1 - «Cultura global, alegre reunión en armonía»: era la más larga de las tres, con un trayecto de 1,8 km sobre la calle Bocheng, comenzando en el Eje Expo y dirigiéndose hacia el oeste, visitando las zonas B y C. Tenía una duración de 75 min. y se realizaba dos veces al día. Participaban en este desfile más de 200 artistas y 12 carrozas.
- Ruta 2 - «Ciencia y tecnología que conducen hacia el futuro»: dos representaciones al día (con una duración de una hora cada una) a lo largo de un trayecto de 800 m entre las zonas D y E (área de Puxi), sobre la avenida Longhua. Actuaban 150 artistas y 7 carrozas.
- Ruta 3 - «Cultura china, representaciones clásicas»: la más corta de las tres, efectuada una sola vez al día con una duración de 60 min. Partía del Eje Expo hacia el este sobre la calle Bocheng, cruzando la zona A. Contaba con 200 artistas, que interpretaban motivos típicos de la cultura y tradiciones chinas, y seis carrozas.

### Eventos de los participantes
Son los eventos que los países, organizaciones o empresas participantes realizaron por su propia cuenta, obviamente con la aprobación de los organizadores de la Expo. Se realizaron en las instalaciones de los respectivos pabellones, en el Centro de Espectáculos o, en casos especiales, también en las plazas públicas. Entre los eventos más importantes de este tipo estuvieron:
- Día nacional: a todos los países participantes se les asignó un día para que se presentaran de forma especial en la Expo. Ese día, el país en cuestión realizaba una buena cantidad de eventos para que los visitantes pudieran conocer y disfrutar intensamente de la cultura, las artes y la gastronomía de dicha nación.

- Día especial: eran días dedicados a las organizaciones y empresas participantes, a las ciudades que contribuyen en el proyecto UBPA y a las provincias de China. Estos días con los anteriores cubren el total de días que duró la Expo, es decir, cada día había un día nacional o especial que atender.

- Días especiales: son días que cada país dedicó a diferentes motivos o conceptos nacionales, se puede tratar de días de subentidades nacionales: regiones, provincias, estados (en el caso de España, existieron las llamadas «semanas de las comunidades autónomas», con el objetivo que cada comunidad autónoma se presentara); días culturales, por ejemplo el Día del Español, o días específicos, por ejemplo días dedicados a un compositor, escritor o director cinematográfico determinado.

- Meses temáticos: un mes determinado estuvo dedicado a cada continente —mayo a Europa, junio a África, julio a América, agosto a Oceanía, septiembre a Asia y octubre a la nación anfitriona, China—.[29]

## Preparación de la Expo

### Transformación y equipación urbana
Un par de años antes de la apertura de la Expo, el Ayuntamiento de la ciudad de Shanghái y el Comité Organizador de la Expo iniciaron una serie de medidas y proyectos destinados a mejorar la equipación y las infraestructuras disponibles en la ciudad con vista a acoger la gran afluencia de visitantes, medios de comunicación y personalidades y ofrecerles la mejor imagen posible de la ciudad.
La obra principal fue la recuperación, saneamiento y reconstrucción de la antigua zona industrial a orillas del río Huangpu, que se encontraba en muy mal estado y cuyo suelo tuvo que ser tratado completamente.
En cuanto a las vías de acceso a la Expo, fueron abiertas cuatro nuevas líneas de metro (las líneas 7, 10, 11 y 13), además de la ampliación de otras tres líneas. Se construyeron en el recinto de la Expo seis accesos fluviales sobre el río Huangpu con rutas de transbordadores a la otra margen de la Expo y a diferentes puntos de la ciudad. Con el fin de mejorar la conexión entre la parte norte y sur del recinto de la Expo, se rehabilitaron los dos puentes existentes, Nanpu y Lupu, y se construyeron dos túneles, el de la calle Longyao, de 4,04 km de longitud, y el de la calle Xizang Sur, de 2,67 km. Este último cruzaba el recinto de la Expo y fue usado exclusivamente por el transporte interno de visitantes, aunque tras el fin de la Expo fue abierto al tráfico normal.

## Premios y distinciones
Tras el cierre de la Expo, la BIE otorgó premios a los mejores pabellones en las siguientes tres categorías:
- Diseño arquitectónico:
  - 1.º –  Reino Unido
  - 2.º –  Corea del Sur
  - 3.º –  España

- Espectacularidad de los contenidos:
  - 1.º –  Arabia Saudita
  - 2.º –  Japón
  - 3.º –  Indonesia

- Desarrollo del tema:
  - 1.º –  Alemania
  - 2.º –  Rusia
  - 3.º –  Francia

Además, el Premio Especial del Jurado de la Expo fue concedido al pabellón de la Organización Meteorológica Mundial.